# Heliophanus ussuricus
Heliophanus ussuricus är en spindelart som beskrevs av Kulczynski 1895. Heliophanus ussuricus ingår i släktet Heliophanus och familjen hoppspindlar. Inga underarter finns listade i Catalogue of Life.